# Dzwonek rurowy ręczny
Dzwonki rurowe ręczne – instrumenty, przy których do gry używa się rąk, bardzo podobne do dzwonków ręcznych. Zazwyczaj są one nastrojonymi kwadratowymi rurkami z zewnętrznym mechanizmem serca. Wiele technik stosowanych w grze na dzwonkach ręcznych wykorzystuje się także w grze na dzwonkach rurowych ręcznych.

## Wykorzystanie
Dzwonki rurowe ręczne służyły pierwotnie jako pomoc szkoleniowa dla przyszłych dzwonkarzy, grających na dzwonkach ręcznych. Są one tańsze, prostsze, lżejsze i mniej podatne na uszkodzenia niż dzwonki ręczne, przez co cieszą się dużą popularnością wśród grup szkolnych, kościelnych i innych.
Dzwonki rurowe ręczne są również często używane razem z dzwonkami ręcznymi. Niektóre utwory na dzwonki ręczne napisane są do grania na nich i na dzwonkach rurowych ręcznych jednocześnie, dlatego wiele zespołów dzwonkarskich posiada także zestaw dzwonków rurowych ręcznych.
Dzwonki rurowe ręczne wykorzystuje się także w Stanach Zjednoczonych do nauki muzyki w nauczaniu początkowym.

## Zespoły dzwonkarzy

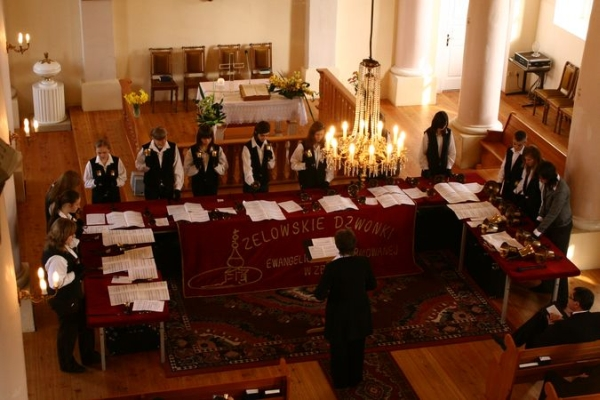
Zelowskie Dzwonki – koncert jubileuszowy 2009

Zespół dzwonkarzy lub zespół dzwonkarski to grupa, która za pomocą dzwonków rurowych ręcznych gra rozpoznawalną muzykę z melodią i harmonią. Zestaw dzwonków obejmuje wszystkie nuty skali chromatycznej.

### Polska
W Polsce istnieją trzy zespoły grające na dzwonkach rurowych ręcznych. Pierwszy z nich powstał w 1999 w Zelowie i do dziś działa pod nazwą Zelowskie Dzwonki przy parafii ewangelicko-reformowanej w Zelowie. Posiada on jeden zestaw (trzy oktawy) dzwonków rurowych ręcznych typu MelodyChimes oraz jako jedyny zespół w Polsce zestawy dzwonków ręcznych. Dyrygentem-założycielem zespołów była od 1999 do 2010 ks. Wiera Jelinek.
Jeden zestaw (cztery oktawy) dzwonków rurowych ręcznych typu Choirchimes posiada od 2002 "Zespół Dzwonków" parafii ewangelicko-augsburskiej w Skoczowie, grający pod opieką Doroty Podżorskiej.
Jeden zestaw (dwie oktawy) dzwonków rurowych ręcznych typu MelodyChimes posiada od 2010 "Zespół Handchimesek" z Zespołu Szkół w Przecławiu, grający pod opieką Iwony Wierzbickiej.

## Producenci
Według stanu na 2009 istnieją trzy fabryki produkujące dzwonki rurowe ręczne w Stanach Zjednoczonych:
- Schulmerich Carillons – MelodyChimes
- Malmark – Choirchimes
- Suzuki – ToneChimes